# Gieterij

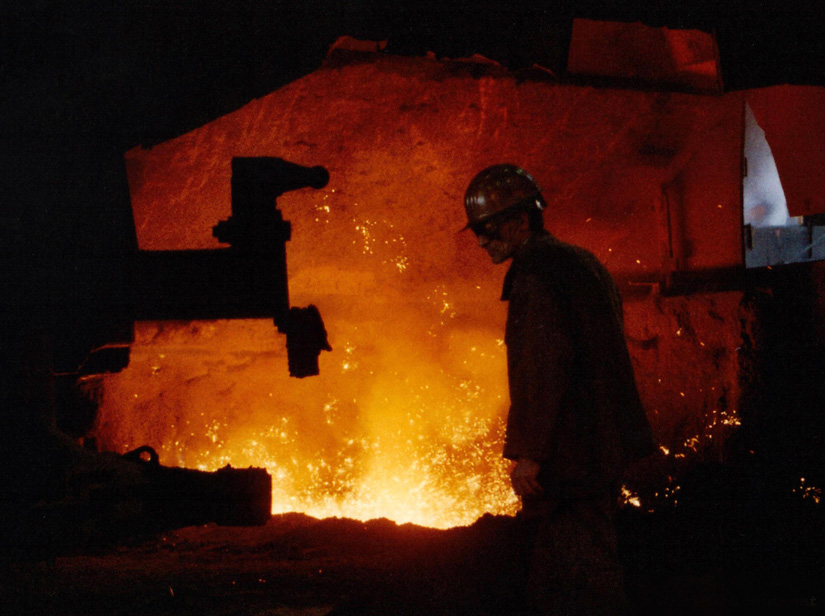
Gloed van de smeltkroes bij het voormalige Forges de Clabecq in België

Een gieterij is een fabriek waar metalen gietstukken worden geproduceerd. Metalen worden in vormen gegoten door ze tot vloeistof te smelten, het metaal in een mal te gieten en de mal te verwijderen nadat het metaal is gestold en afgekoeld. De meest voorkomende metalen zijn aluminium en gietijzer. Andere metalen zoals brons, staal, magnesium, koper, tin en zink worden ook in gieterijen gebruikt om gietstukken te produceren.

## Soorten gieterijen
- IJzergieterij
- Klokkengieterij
- Lettergieterij